# Самарин, Валентин Прохорович
Валентин Прохорович Самарин (4 апреля 1928, Ленинград — 22 марта 2025, Санкт-Петербург) — российский фотограф, художник, метафизик.

## Биография
Сын военного. Изучал в разных вузах математику, филологию, философию, театральное искусство, однако диплома о высшем образовании так и не получил.
Преследовался КГБ СССР, в 1981 году эмигрировал. Участник различных культурных акций в Ленинграде, Москве и Париже.
Скончался в Санкт-Петербурге 22 марта 2025 года.

## Фотография Sanki
Самарин предложил в 1970-х годах технику фотографии, которую назвал Sanki и охарактеризовал как «возможность видения другой реальности». Sanki, по определению автора, — «это таинство старой серебряной фотографии, метаморфозы энергетических проекций, невидимых в нормальной фотографии, метафизика невидимых проекций Света и Тени спиритуального мира человека, его страстей». Само слово «sanki» позаимствовано из книги о древнекитайской философии «Сенс-энергетика».
Зачастую в описании работа Самарина делается акцент на «технологию серебряножелатиновой печати», однако следует понимать, что это самая обычная технология монохромной (обычно черно-белой) фотопечати, которая применялась в промышленной и бытовой фотографии с конца XIX века и по сей день. Иногда можно встретить определение «серебряная фотография» или «серебряная технология фотографии», что означает то же самое — монохромная (черно-белая) фотография, основу которой составляет светочувствительность галогенидов серебра. Альтернативой этой технологии в фотографии можно считать цветную фотографию, и то условно, так как и в цветной аналоговой (плёночной) фотографии используются те же галогениды серебра, и в полной мере альтернативой «серебряной фотографии» (аналоговой, плёночной) являются различные технологии цифровой фотографии.
Иногда можно встретить упоминания об использовании бромсеребряной основы в эмульсии фотографий Самарина, — это в большей мере объясняет «метафизичность» и «спиритуальность» «невидимых проекций» мира и «другой реальности» в его фотографиях, так как бромсеребряная эмульсия чувствительна к фиолетовой области спектра (а хлорсеребряная эмульсия (возможно имелась в виду и таковая?) чувствительна к невидимому, ультрафиолетовому спектру света). Акцент на специализированных фотоматериалах, конечно, не преуменьшает и работу фотографа — выбор объекта, фона, ракурса, освещения, экспозиции и всех прочих составляющих техники фотографии.
В целом же, стиль (или техника) «Sanki» не определяется технологией печати и не связан исключительно с черно-белой («серебряной», «старой») фотографией — это общее выражение экспрессионизма в фотографии — деформация, контрасты цвета и света и другие эксперименты из области абстрактного восприятия изображения.

## Персональные выставки
- 1982 — Chateau Moulin de Senlis, Montgeron, Париж, Франция
- 1982 — Forim des Halles, Париж, Франция
- 1982 — Lacita — Odeon, Париж, Франция
- 1983 — Galerie Manfred Arndt, Мюнхен, ФРГ
- 1986 — Citroen, Париж, Франция
- 1987 — Galerie Bernard Felli, Париж, Франция
- 1988 — Galerie Eric Monti, Париж, Франция
- 1990 — Культурный центр, Нагария, Израиль
- 1990 — Navy Club, Хайфа, Израиль
- 1990 — Русский культурный центр, Иерусалим, Израиль
- 1991 — Galerie Michael Steiner, Бад-Раппенау, Германия
- 1992 — Museum Guethary, Сен-Жан-де-Люз, Франция
- 1996 — Galerie Vichael Steiner, Гейдельберг, Германия
- 1996 — Galerie Manege, Берлин, Германия
- 1998 — «Валентин Мария Тиль. Фотография 1970-х годов». Клуб «Мама», Санкт-Петербург
- 2001 — Village Voice cafe, Берлин, Германия
- 2001 — Galerie Akud, Берлин, Германия
- 2001 — «В. Самарин. Фотографии ленинградского периода». Галерея «Борей», Санкт-Петербург
- 2001 — «В. Самарин. Фотографии парижского периода». Галерея «Валенсия», Санкт-Петербург
- 2002 — "Абстрактная фотография и живопись, Галерея «Арт-Коллегия». Санкт-Петербург
- 2002 — Alternation 2119, Париж, Франция
- 2002 — Galerie Michael Steiner, Гундельсхайм, Германия
- 2003 — «Валентин Самарин. Фотография». Ярославский художественный музей, Ярославль
- 2003 — «Мета-театр Валентина Самарина. Спонтанная фотография». Литературно-мемориальный музей Ф. М. Достоевского, Санкт-Петербург
- 2003 — «Движение и танец. Спонтанная фотография». Государственный музей городской скульптуры, Санкт-Петербург
- 2004 — «Ретроспектива. Спонтанная фотография». Государственный культурный центр-музей В. С. Высоцкого, Москва
- 2004 — «Ленинградский андеграунд. Спонтанная фотография и живопись». Музей нон-конформистского искусства, Санкт-Петербург
- 2004 — «Спонтанная фотография и живопись». Новосибирский государственный художественный музей, Новосибирск
- 2005 — «Большая Медведица». «Клуб на Брестской», Москва
- 2005 — «Мета-театр Алексея Хвостенко». Музей нон-конформистского искусства, Санкт-Петербург
- 2005 — «Actes». Espace Pierre Cardin, Sur les Champs-Elysees, Париж, Франция
- 2006 — «Русские в Париже». Всероссийский музей А. С. Пушкина, Санкт-Петербург
- 2006 — «Мета-театр Алексея Хвостенко». Клуб «Bilingua», Москва
- 2007 — «Art Sanki». «Бродячая собака», Санкт-Петербург
- 2007 — «Метафизика акта». Галерея «Борей», Санкт-Петербург
- 2008 — «Магия танца». Центр искусств им. Дягилева, Санкт-Петербург
- 2008 — «Мета-театр Валентина Самарина». Галерея «Артлига», Культурный центр «Пушкинская, 10», Санкт-Петербург
- 2009 — «Метафизика света и тени». Государственный Русский музей, Санкт-Петербург
- 2014 — «Метафизический Ренессанс», Галерея «Russkiy Mir», Париж
- 2018 — «Балет». К 90-летию автора. Галерея «Art of foto», Санкт-Петербург[6]

## Музейные собрания
- Государственный Русский музей, Санкт-Петербург
- Московский музей современного искусства, Москва
- Ярославский художественный музей, Ярославль
- Новосибирский государственный художественный музей, Новосибирск
- Музей нонконформистского искусства, Санкт-Петербург
- Государственный музей городской скульптуры, Санкт-Петербург
- Литературно-мемориальный музей Ф. М. Достоевского, Санкт-Петербург
- Государственный музей театрального и музыкального искусства, Санкт-Петербург
- Национальная библиотека Франции, Париж
- Государственный музейно-выставочный центр РОСФОТО, Санкт-Петербург